# Терзанидис, Христос
Христос Терзанидис (греч. Χρήστος Tερζανίδης; род. 13 февраля 1945, Кавала, Греция) — греческий футболист, полузащитник.

## Карьера

### Клубная карьера
Во взрослом футболе дебютировал в 1970 году в составе клуба ПАОК, за который отыграл девять сезонов, приняв участие в 237 матчах. За это время завоевал титул чемпиона Греции и дважды становился обладателем Кубка Греции.
В 1977 году перешёл в клуб «Панатинаикос», за который отыграл следующие четыре сезона своей карьеры.
Завершил карьеру футболиста в 1983 году в клубе «Македоникос», за который выступал с 1981 года.

### Карьера в сборной
В 1973 году дебютировал в официальных матчах в составе национальной сборной Греции.
В составе сборной участвовал в чемпионате Европы 1980 года, где принял участие в двух матчах группового этапа, который команда не смогла преодолеть.
Всего в течение восьмилетней карьеры в сборной, провёл в её составе 27 матчей, забив один гол.

### Тренерская карьера
В 1990—1991 годах Терзанидис тренировал клуб ПАОК.